# Sběratel polibků
Sběratel polibků (v anglickém originále Kiss the Girls) je americký kriminální thriller z roku 1997 režiséra Garyho Fledera. V hlavních rolích se představí Morgan Freeman, Cary Elwes a Ashley Judd. Scénář Davida Klasse vychází z knižní předlohy, bestselleru Kiss the Girls autora Jamese Pattersona.
Herečka Ashley Judd byla nominována v roce 1998 na cenu Satellite v kategorii „Best Supporting Actress in a Motion Picture – Drama“, zvítězila ale Julianne Moore (film Hříšné noci). V době vydání se film Sběratel polibků nepromítal v centrální Virginii kvůli nevyřešeným vraždám tří nezletilých dívek (16letá Sofia Silva, 15letá Kristin Lisk a její 12letá sestra Kati). Toto rozhodnutí bylo učiněno v duchu respektu k rodinám obětí. Vraždy byly později připsány sériovému vrahovi Richardu Evonitzovi.

## Herecké obsazení
| Morgan Freeman           | detektiv Alex Cross                            |
| Ashley Judd              | lékařka Kate McTiernanová                      |
| Cary Elwes               | detektiv Nick Ruskin                           |
| Alex McArthur            | detektiv Davey Sykes                           |
| Bill Nunn                | detektiv John Sampson                          |
| Jeremy Piven             | detektiv Henry Castillo                        |
| Brian Cox                | Hatfield, šéf policejního oddělení v Durhamu   |
| Jay O. Sanders           | agent FBI Kyle Craig                           |
| Tony Goldwyn             | plastický chirurg dr. William Rudolph          |
| William Converse-Roberts | dr. Wick Sachs                                 |
| Roma Maffia              | dr. Ruocco                                     |
| Richard T. Jones         | Seth Samuel, přítel Naomi                      |
| Gina Ravera              | Naomi Crossová, unesená neteř detektiva Crosse |
| Heidi Schanzová          | Megan Murphyová                                |
| Tatyana Ali              | Janelle Crossová                               |
| Anna Maria Horsford      | Vicki Crossová                                 |
| Helen Martin             | Nana Crossová                                  |

## Děj
Detektiv, spisovatel detektivek a forenzní psycholog Alex Cross míří do Durhamu v Severní Karolíně, kde je pohřešována jeho neteř Naomi. Od detektiva Nicka Ruskina a dalších místních policistů se dozví, že Naomi je poslední z několika žen, které poslední dobou zmizely. Krátce po jeho příjezdu je nalezena jedna z pohřešovaných žen mrtvá, přivázána v lese ke stromu. Detektiv Cross je přizván k vyšetřování. Následně je unesena ze svého domu lékařka Kate McTiernanová.
Když se Kate probere, zjistí, že se nachází v cele. Maskovaný muž, který si říká Casanova ji seznamuje se svými pravidly. Tvrdí, že jí dá svou lásku. Kate je vězněna v nějakém podzemním komplexu s ostatními dívkami a ženami včetně Naomi. Ačkoli je pod vlivem drog, podaří se jí z komplexu uprchnout a zachránit se skokem do vodopádu. Později ji naleznou děti, které na řece rybaří. Katin stav se přes všechnu péči v nemocnici zhoršuje. Slábne a začíná mít třes. Cross přijde na to, že jí byl aplikován prostředek s názvem „sistol“, který se při běžných odběrech neprojeví. Jakmile se Kate zotaví, je odhodlána Alexovi pomoci nalézt Naomi a zachránit další vězněné ženy. Stále existuje šance, že jsou naživu, pokud jsou poslušné.
Casanova podstrčí Crossovi pode dveře vzkaz. Je to pozdrav, zpráva, že ví o jeho přítomnosti. Než detektiv stačí vyběhnout z bytu, zločinec je pryč. Detektiv Cross vydedukuje, že Casanova touží po dominanci, ženy jej musejí poslouchat a dodržovat jeho určená pravidla. Jeho prvotním impulsem není vražda, ale pocit moci nad jiným člověkem. Ženy, které se odmítnou podrobit a vzdorují, však zabije. 
Stopa vede do Los Angeles, kde si jistý plastický chirurg dr. William Rudolph před lety objednal větší množství sistolu. Rudolph je sledován, v baru se seznámí s dívkou a odváží si ji na chatu. Během zásahu policii unikne a postřelí kolegu detektiva Crosse. Cross jej má na mušce, když Rudolph sedí za volantem svého vozu, ale neodváží se jej zastřelit. Šance vypátrat vězněné ženy by rapidně poklesla.
Kate si uvědomí, že ve své cele slyšela na pozadí tekoucí vodu. Vrátí se s Alexem a Sethem Samuelem (přítelem Naomi) do lesa, kde ji našly děti. Cross nalezne vchod do podzemního komplexu. Uvnitř právě probíhá výměna názorů mezi dr. Williamem Rudolphem a skutečným Casanovou. Detektiv vtrhne dovnitř a během pronásledování vážně postřelí Rudolpha. Casanova unikne, ženy doposud držené v zajetí (včetně Naomi) jsou osvobozeny.
Kate pozve detektiva Crosse na večeři. Ten si ještě předtím prohlíží nástěnku s případem Casanovy a všimne si detailu, znaku, jenž je na zprávě od hledaného zločince. Tento znak se shoduje se znakem, který použil policista Nick Ruskin. Cross se snaží telefonicky varovat Kate, ale Ruskin už je u ní v domě a odpojil telefon. Kate netuší, že jeho návštěva je pro ni nebezpečná a chová se přirozeně. Pozve jej dál. Ruskin alias Casanova jí začne postupně odhalovat detaily z jejího soukromí, což jí prozradí, s kým má tu čest. Pokusí se bránit a podaří se jí Ruskina připoutat k plynové troubě. Ruskin ji přitom řízne nožem na ruce. Pak se snaží osvobodit a vyrve přívod plynu. Když vytáhne zapalovač, vejde dovnitř detektiv Cross, který spěchal za Kate (věděl, že je v nebezpečí). Ruskin je rozhodnut vyhodit dům do povětří a chystá se škrtnout zapalovačem. Washingtonský policista pohotově uchopí karton s mlékem a vystřelí přes něj, aby utlumil zážeh při výstřelu. Ruskin je po zásahu do hlavy na místě mrtev.

## Související filmy
- Jako pavouk, film z roku 2001, v roli detektiva Alexe Crosse se opět představí Morgan Freeman
- Alex Cross, film z roku 2012, tentokrát se v roli detektiva Alexe Crosse představí herec Tyler Perry